# Euderces boucardi
Euderces boucardi är en skalbaggsart som först beskrevs av Louis Alexandre Auguste Chevrolat 1862.  Euderces boucardi ingår i släktet Euderces och familjen långhorningar.
Artens utbredningsområde är:
- Costa Rica.
- Guatemala.
- Honduras.

Inga underarter finns listade i Catalogue of Life.